# Liste der Flaggen im Landkreis Lörrach
Diese Liste beinhaltet alle Flaggen im Landkreis Lörrach in Baden-Württemberg.
In Baden-Württemberg werden zweibahnige Flaggen verliehen, deren Farben den Wappenfarben entsprechen. Dabei wird oft als erste Farbe der Flagge (links vom Betrachter) die Farbe der Wappenfigur und als zweite Farbe die des Wappengrundes genommen. Flaggen, die vor Inkrafttreten der deutschen Gemeindeordnung 1935 geführt wurden, dürfen beibehalten werden, auch wenn diese nicht den heutigen Bestimmungen in Baden-Württemberg entsprechen.

## Landkreis Lörrach
| Landkreis         | Flagge | Kommentare |
| Landkreis Lörrach |        | Wappen des ehemaligen Landkreises am 29. Januar 1957 vom Innenministerium verliehen, am 11. Dezember 1973 vom Innenministerium neu verliehen: „In geteiltem Schild oben in Silber (Weiß) ein nach links gekehrter wachsender roter Löwe, unten gespalten, vorne in Gold (Gelb) ein roter Schrägrechtsbalken, hinten in Blau ein silberner (weißer) Schräglinks-Wellenbalken.“ Flagge: Rot-Gelb. |

## Flaggen der Städte im Landkreis Lörrach
| Stadt                  | Flagge | Kommentare |
| Kandern                |        | Kanne in Siegeln seit 1810, Tingierung im Jahre 1899 festgelegt. Wappen mit Flagge am 11. November 1975 vom Innenministerium neu verliehen: „In Gold (Gelb) eine rote Kanne mit Deckel.“ Flagge: Rot-Gelb, Gelb-Rot. |
| Lörrach                |        | Wappen im Stadtprivileg von 1756 bestätigt. Wappen mit Flagge am 11. November 1975 vom Innenministerium neu verliehen: „In Rot eine aufsteigende goldene (gelbe) Lerche.“ Flagge: Rot-Gelb-Rot. |
| Rheinfelden (Baden)    |        | Wappen von Nollingen im Jahre 1911 angenommen, von der Stadt Rheinfelden weitergeführt: „In Gold ein roter, schreitender Löwe, der in der linken Vorderpranke eine rote Rose mit grünen Blättern hält.“ Flagge: Grün-Rot-Gelb. |
| Schopfheim             |        | Wappen in Siegel vom 15. Juli 1529, vom Markgraf Ernst von Baden-Durlach verliehen. Tingierung des hinteren Feldes im Jahre 1964 festgelegt: „In gespaltenem Schild vorn in Gold (Gelb) ein roter Schrägbalken, hinten in Blau der silbern (weiß) gekleidete Erzengel Michael mit rotem Schwert in der erhobenen Rechten und einer roten Waage in der gesenkten Linken.“ Flagge: Blau-Weiß. |
| Schönau im Schwarzwald |        | Wappen im Jahre 1898 angenommen: „In gespaltenem Schild vorn in Rot ein silberner (weißer) Balken, hinten in Blau ein steigender goldener (gelber) Hirsch.“ Flagge: Schwarz-Gelb-Weiß. |
| Todtnau                |        | Bergmann im ältesten Siegel von 1341, Siegelbild in Wappenform seit dem 19. Jahrhundert. Wappen mit Tingierung am 13. Oktober 1972 vom Innenministerium verliehen: „In Gold (Gelb) auf grünem Boden ein linkshin schreitender Bergmann in silbern (weiß) geschmückter grüner Gewandung mit schwarzer Kappe und schwarzen Schuhen, mit der Rechten einen schwarzen Schlägel schulternd, in der Linken eine schwarze Fackel mit roter Flamme; an den Armen hängen an silbernen (weißen) Riemen rechts ein schwarzer Beutel, links zwei schwarze Eisen.“ Flagge: Grün-Gelb. |
| Weil am Rhein          |        | Traube in Siegel von 1811, Siegelbild nach der Stadterhebung im Jahre 1929 in Wappenschild gesetzt. Wappen am 6. August 1962 vom Innenministerium verliehen: „In Silber (Weiß) über einem erniedrigten blauen Wellenbalken eine blaue Traube mit acht sichtbaren Beeren und grünem Blatt.“ Flagge: Blau-Weiß. |
| Zell im Wiesental      |        | Österreichischer Bindenschild mit Wellenlinien im ältesten Stadtsiegel von 1811: „In Rot ein mit vier blauen Wellenfäden belegter silberner (weißer) Balken.“ Flagge: Rot-Weiß-Rot, rote Streifen sind schmäler. |

## Flaggen der Gemeinden im Landkreis Lörrach
| Gemeinde            | Flagge | Kommentare |
| Aitern              |        | Wappen im Jahre 1907 angenommen. Flagge im Jahre 1933 festgelegt: „In Silber (Weiß) ein blauer Wellenschrägbalken, begleitet von zwei blauen Eisen mit schwarzem Stiel.“ Flagge: Blau-Weiß-Blau. |
| Bad Bellingen       |        | Wappen und Flagge am 8. Dezember 1978 vom Landratsamt Lörrach verliehen: „In von silbernem (weißem) Wellenbalken geteiltem Schild oben in Blau eine aus dem Wellenbalken aufsteigende, geteilte silberne (weiße) Fontäne, unten in Grün eine goldene (gelbe) Weintraube.“ Flagge: Weiß-Blau. |
| Binzen              |        | Sonne als Ortszeichen aus dem 18. Jahrhundert. Wappen und Flagge am 29. August 1967 vom Innenministerium verliehen: „Unter rotem Schildhaupt, worin eine aufgehende goldene (gelbe) Sonne, in Blau eine goldene (gelbe) Korngarbe.“ Flagge: Gelb-Blau, Blau-Gelb. |
| Böllen              |        | |
| Efringen-Kirchen    |        | Wappen und Flagge am 12. August 1977 vom Landratsamt Lörrach verliehen: „In gespaltenem Schild vorn in Rot ein linksgewendeter goldener (gelber) Löwe, hinten in Silber (Weiß) ein roter Bischofsstab (Baselstab).“ Flagge: Gelb-Rot, Rot-Gelb. |
| Eimeldingen         |        | Badische Schrägbalken allein oder neben Getreidegarbe in Siegeln seit 1811; Wappen im Jahre 1911 angenommen. Flagge am 26. November 1993 vom Landratsamt Lörrach verliehen: „In gespaltenem und halbgeteiltem Schild vorn in Gold (Gelb) ein roter Schrägbalken, hinten oben in Blau eine goldene (gelbe) Garbe, unten in Silber (Weiß) an einem grünen Rebast mit zwei Blättern eine grüne Weintraube.“ Flagge: Gelb-Blau. |
| Fischingen          |        | |
| Fröhnd              |        | Wappen im Jahre 1902 angenommen: „In gespaltenem Schild vorn in Rot ein golden (gelb) gedeckter goldener (gelber) Kelch, hinten in Blau ein steigender goldener (gelber) Hirsch.“ Flagge: Blau-Rot. |
| Grenzach-Wyhlen     |        | Wappen und Flagge am 10. Januar 1978 vom Landratsamt Lörrach verliehen: „In Gold (Gelb) zwei erniedrigte blaue Wellenleisten, darauf vorne ein linksgewendeter, aufgerichteter, rot bewehrter und rot bezungter schwarzer Bär, hinten eine blaue Traube mit grünem Stiel und Blatt.“ Flagge: Blau-Gelb. |
| Hasel               |        | Haselstrauch im ältesten Siegel von 1811; Siegelbild als Wappen im Jahre 1930: „In Silber (Weiß) auf grünem Dreiberg ein grüner Haselstrauch.“ Flagge: Grün-Weiß. |
| Hausen im Wiesental |        | Haus in Siegel von 1811, Hebelhaus als Siegelbild im Jahre 1902; Siegelbild als Wappen im Jahre 1963: „In Grün ein silbernes (weißes) Fachwerkhaus (Hebelhaus).“ Flagge: Weiß-Grün, Grün-Weiß. |
| Häg-Ehrsberg        |        | Wappen und Flagge am 7. Juli 1978 vom Landratsamt Lörrach verliehen: „In gespaltenem und halbgeteiltem Schild vorn in Silber (Weiß) auf grünem Dreiberg ein roter Zinnenturm, hinten oben in Schwarz ein goldener (gelber), unten in Gold (Gelb) ein schwarzer Ring.“ Flagge: Rot-Weiß. |
| Inzlingen           |        | Senkrecht gestellte Saufeder in Siegel aus dem Anfang des 19. Jahrhunderts; Wappen im Jahre 1905 angenommen: „In gespaltenem Schild vorn in Gold (Gelb) ein roter Schrägbalken, hinten in Gold (Gelb) eine aufrechte schwarze Saufeder.“ Flagge: Gelb-Rot-Gelb. |
| Kleines Wiesental   |        | Wappen am 4. Juni 2014 vom Landratsamt Lörrach verliehen: „In Rot eine erhöhte, aufsteigende goldene (gelbe) Spitze, belegt mit einer grünen Tanne mit je vier Ästen rechts und links und schwarzem Stamm über einer erniedrigten blauen Wellendeichsel.“ Flagge: Grün-Gelb, Gelb-Grün. |
| Malsburg-Marzell    |        | Wappen am 2. August 1974 vom Innenministerium verliehen. Flagge am 25. Oktober 1993 vom Landratsamt Lörrach verliehen: „In Silber (Weiß) auf grünem Berg eine rote Burgruine, rechts und links auf dem Hang je eine grüne Tanne mit schwarzem Stamm.“ Flagge: Rot-Weiß. |
| Maulburg            |        | Zinnenturm im ältesten Siegel von 1782; Wappen im Jahre 1904 angenommen. Flagge am 15. Juli 1958 vom Innenministerium verliehen: „In Silber (Weiß) ein roter Zinnenturm mit offenem schwarzen Tor.“ Flagge: Rot-Weiß. |
| Rümmingen           |        | Wappen im Jahre 1907 angenommen. Flagge am 16. August 1993 vom Landratsamt Lörrach verliehen: „In geteiltem Schild oben in Gold (Gelb) ein wachsender, doppelgeschwänzter roter Löwe, unten in Silber (Weiß) auf grünem Dreiberg ein grüner Apfelbaum mit roten Früchten und schwarzem Stamm.“ Flagge: Rot-Gelb. |
| Schallbach          |        | |
| Schliengen          |        | Hufeisen in Siegel von 1811, Siegelbild als Wappen im Jahre 1904. Wappen und Flagge am 25. September 1969 vom Innenministerium verliehen: „In gespaltenem Schild vorn in Rot ein goldenes (gelbes) Hufeisen, hinten in Silber (Weiß) ein schwarzer Bischofsstab (Baselstab).“ Flagge: Gelb-Rot. |
| Schwörstadt         |        | Wappen im Jahre 1929 angenommen: „In halbgeteiltem und gespaltenem Schild vorn oben in Schwarz ein goldener (gelber), unten in Gold (Gelb) ein schwarzer Ring, hinten in Silber (Weiß) ein doppelgeschwänzter, golden (gelb) gekrönter roter Löwe.“ Flagge: Rot-Weiß. |
| Schönenberg         |        | Wappen im Jahre 1902 geschaffen: „In Rot ein silberner (weißer) Balken, begleitet oben von zwei, unten von einem silbernen (weißen) Eisen mit goldenem (gelbem) Stiel.“ Flagge: Weiß. |
| Steinen             |        | Wappen und Flagge am 15. Dezember 1976 vom Landratsamt Lörrach verliehen: „In geteiltem Schild oben in Blau eine aus sieben (3:4) Steinen bestehende silberne (weiße) Mauer, die untere, durchgehende Steinreihe auf der Teilung, unten in Grün ein silberner (weißer) Wellenbalken.“ Flagge: Weiß-Grün. |
| Tunau               |        | |
| Utzenfeld           |        | |
| Wembach             |        | |
| Wieden              |        | Von Hirsch gehaltenem, ovalen Schild mit Weidenzweig in Siegel aus sanktblasianischer Zeit; Wappen im Jahre 1902 geschaffen: „In gespaltenem Schild vorn in Silber (Weiß) ein grüner Weidenzweig, hinten in Blau ein steigender goldener (gelber) Hirsch.“ Flagge: Grün-Weiß. |
| Wittlingen          |        | Wappen im Jahre 1906 angenommen: „In gespaltenem Schild vorn in Gold (Gelb) ein roter Schrägbalken, hinten in Blau eine gestürzte goldene (gelbe) Pflugschar.“ Flagge: Rot-Gelb. |